# Episodi di One Tree Hill (quinta stagione)

Immagine usata in sostituzione della sigla in questa stagione, nelle due successive e in quella finale

La quinta stagione di One Tree Hill è stata trasmessa negli USA dalla The CW dall'8 gennaio 2008 al 19 maggio 2008. Questa e la nona stagione della serie sono le uniche ad essere andate in onda a partire da metà stagione televisiva invece che da settembre, come di consueto. In Italia la stagione è andata in onda dal 15 giugno al 3 luglio 2009 tutti i giorni feriali alle 14.25 in prima visione su Rai 2.
Tra la quarta e la quinta stagione vi è un salto temporale di quattro anni.
| nº | Titolo originale                            | Titolo italiano           | Prima TV USA     | Prima TV Italia |
| -- | ------------------------------------------- | ------------------------- | ---------------- | --------------- |
| 1  | Four Years, Six Months And Two Days         | 4 anni, 6 mesi, 2 giorni  | 8 gennaio 2008   | 15 giugno 2009  |
| 2  | Racing Like A Pro                           | Il futuro comincia adesso | 8 gennaio 2008   | 16 giugno 2009  |
| 3  | My Way Home Is Through You                  | Il bambù della fortuna    | 15 gennaio 2008  | 17 giugno 2009  |
| 4  | It's Alright Ma (I'm Only Bleeding)         | Tutti a casa              | 22 gennaio 2008  | 18 giugno 2009  |
| 5  | I Forgot to Remember to Forget              | Foto di gruppo            | 29 gennaio 2008  | 19 giugno 2009  |
| 6  | Don't Dream It's Over                       | Sogni e rivelazioni       | 5 febbraio 2008  | 22 giugno 2009  |
| 7  | In Da Club                                  | Al Tric con amici         | 12 febbraio 2008 | 23 giugno 2009  |
| 8  | Please Please Please Let Me Get What I Want | Con affetto, Peyton       | 19 febbraio 2008 | 24 giugno 2009  |
| 9  | For Tonight You're Only Here To Know        | Terapia di gruppo         | 26 febbraio 2008 | 25 giugno 2009  |
| 10 | Running to Stand Still                      | Voglia di vivere          | 4 marzo 2008     | 26 giugno 2009  |
| 11 | You're Gonna Need Someone On Your Side      | Motivo della festa        | 11 marzo 2008    | 29 giugno 2009  |
| 12 | Hundred                                     | Il matrimonio             | 18 marzo 2008    | 30 giugno 2009  |
| 13 | Echoes, Silence, Patience and Grace         | Confidenze                | 14 aprile 2008   | 1º luglio 2009  |
| 14 | What Do You Go Home To?                     | Ritrovare la strada       | 21 aprile 2008   | 1º luglio 2009  |
| 15 | Life Is Short                               | Il segreto di Dan         | 28 aprile 2008   | 2 luglio 2009   |
| 16 | Cryin' Won't Help You Now                   | Insieme per vincere       | 5 maggio 2008    | 2 luglio 2009   |
| 17 | Hate is Safer Than Love                     | Un'operazione rischiosa   | 12 maggio 2008   | 3 luglio 2009   |
| 18 | What Comes After the Blues?                 | Amore inevitabile         | 19 maggio 2008   | 3 luglio 2009   |

## 4 anni, 6 mesi, 2 giorni
- Titolo originale: Four Years, Six Months And Two Days
- Diretto da: Greg Prange
- Scritto da: Mark Schwahn

### Trama
L'episodio comincia con il ricordo di Lucas del momento in cui insieme agli amici fece la promessa di rincontrarsi a Tree Hill a distanza di quattro anni. Ora, a distanza di quasi cinque anni, la scritta 'WE WERE HERE' è sbiadita, così come i sentimenti che avevano unito un tempo i protagonisti del telefilm. Le loro vite sono andate avanti e ciascuno ha imboccato la propria strada: Lucas è diventato uno scrittore in crisi creativa, incapace di scrivere il secondo romanzo, e subìto lo vediamo intento a guardare le vecchie foto con Peyton e un anello di fidanzamento che conserva in un cassetto della sua stanza; Haley insegna nella scuola superiore di Tree Hill e vive insieme a suo figlio Jamie e al marito Nathan in una bellissima villa; Nathan è costretto su una sedia a rotelle a causa di un infortunio alla colonna vertebrale per una lite avvenuta quattro mesi prima con un ragazzo, subito dopo essere stato scelto dalla squadra di basket del Seattle; Brooke è la proprietaria di una linea di abbigliamento ormai multimilionaria, la Clothes Over Bro's; Peyton lavora per una casa discografica come assistente dell'assistente, ma a causa della sua idea della musica come strumento per cambiare la vita delle persone ha dei dissapori con il capo che non le permettere di salire di grado; Mouth è disoccupato e passa il tempo a registrare provini da spedire alle televisioni locali nella speranza di lavorare come cronista. Brooke è diventata famosa e naviga nell'oro, ma si sta accorgendo che la propria vita non è come se l'era immaginata: non ha un amore al suo fianco, ha più responsabilità di quelle che dovrebbe avere una ragazza della sua età e lo stile di vita che sta conducendo la sta portando a tornare la cinica ragazza che era un tempo. Ben presto Nathan e Lucas, il quale è molto legato al nipote Jamie, hanno uno scontro perché Nathan, in seguito all'incidente che lo ha costretto sulla sedia a rotelle, ha cominciato a mandare a rotoli la propria vita bevendo e lasciandosi andare, senza pensare ad Haley e Jamie che vivono molto male la situazione all'interno della loro famiglia. Mentre Peyton è sempre più triste per i suoi insuccessi lavorativi e perché non è riuscita a realizzare il suo sogno, Brooke è sommersa sempre più dal lavoro e non riesce a godersi la sua vita da ventiduenne e Lucas si deve scontrare con il "blocco dello scrittore" e le richieste insistenti della sua editrice e nuova fidanzata Lindsey che vuole un nuovo libro da pubblicare. Lucas e Skills devono anche iniziare il lavoro come coach e aiutante nel loro vecchio liceo. Nathan si rende conto di essere tornato l'egoista dei primi tempi del liceo e cerca di riappacificarsi con il figlio, che sembra preferire la compagnia dello zio alla sua: ciononostante cerca di riavvicinare il padre ritraendolo mentre gioca a basket e questo sprona Nathan a cercare di rialzarsi dalla sedia a rotelle. La sua paura è una: anche se dovesse tornare a camminare, forse non potrà più giocare a basket. L'episodio si conclude con Peyton che dopo aver riascoltato tramite disco le parole che Lucas aveva scritto nel suo primo libro su di lei, torna a Tree Hill nella speranza di dare una nuova piega alla propria vita e, dopo aver rivisto Lucas al campetto e aver scoperto che ora sta con qualcun'altra (facendo intuire che i due si sono lasciati), accoglie all'aeroporto Brooke che è appena atterrata, nascondendo la sua meta ai suoi collaboratori della Clothes Over Bro's che la credono atterrata a Milano in cerca di nuovi spunti creativi: le due, dopo essersi sentite per telefono (ed essere rimaste in contatto per tutto quel tempo), si sono accordate per tornare a casa insieme. Così, alla fine, tutti i ragazzi, a distanza di quattro anni, sono tornati a Tree Hill come si erano promessi, anche se non esattamente per i motivi che speravano.

## Il futuro comincia adesso
- Titolo originale: Racing Like A Pro
- Diretto da: Paul Johansson
- Scritto da: Mark Schwahn

### Trama
Brooke e Peyton sono finalmente tornate a casa, a Tree Hill. James e Skills passano molto tempo insieme e così James confida all'amico/zio che vorrebbe partecipare ad una gara di macchinine di legno. Skills è felice di aiutarli, ma dovranno sbrigarsi per costruire in tempo la macchina infatti neanche Mouth può aiutarli, visto che ha finalmente trovato un lavoro. Mouth si reca allo studio della stazione dove gli è stato offerto un lavoro, ma con suo enorme dispiacere scopre di non essere stato chiamato per il posto vacante di cronista sportivo ma per quello di "aiuto archivista". Nathan sente ogni momento di più di essere vincolato alla sedia a rotelle, a volte tenta di alzarsi ma cade a terra e si demoralizza sempre di più. Anche per Haley è il primo giorno di lavoro come insegnante nel liceo di Tree Hill, ma purtroppo la sua classe non è certo la più calma dell'istituto e lei, dopo aver ricevuto degli apprezzamenti fuori luogo da uno dei suoi alunni, scappa via piangendo. Peyton e Brooke si incontrano: Victoria e l'ufficio stanno cercando disperatamente Brooke che non ha ancora fatto sapere a nessuno dei suoi collaboratori di essere tornata a Tree Hill e inoltre la seconda ha rivisto Lucas, ma con lui c'era la sua nuova fidanzata Lindsey e così si chiede cosa sia successo subito dopo la pubblicazione del libro di Lucas e non può fare a meno di chiederlo a Peyton. In un flashback, Peyton è a Los Angeles, Lucas la chiama al cellulare e le dice che ha una presentazione del suo libro nella stessa città due giorni dopo e che vorrebbe vederla e lei senza esitare accetta. Tornati al presente, Lucas e Skills sono nella palestra del loro ex liceo, sono loro adesso i nuovi coach e aiuto coach della squadra di basket: Lucas è fin dall'inizio molto duro con i ragazzi e tra quelli ce n'è uno, Quentin, che crea già i primi problemi ed è lo stesso ragazzo che ha preso in giro Haley al suo primo giorno di lavoro. Nonostante questo si rivela essere un abile giocatore di pallacanestro. Brooke e Peyton, intanto, vanno a trovare Nathan e Haley e vedono per la prima volta il piccolo James. Nel frattempo, Lucas e Skills cominciano a lavorare alla macchinina di James e parlano di Quentin e del fatto che ricorda molto Nathan all'inizio della sua carriera da giocatore di Basket. Haley incontra una ragazza, Carrie, che si è proposta come baby sitter per James e lei accetta subito. Mouth ha qualche problema al lavoro: il suo capo è davvero odioso e lui non sa che fare. Brooke passa del tempo con James, che le dice che è molto felice che lei sia la sua madrina. Tutti insieme vanno al Tric per passare una serata come ai vecchi tempi e lì incontrano Lindsey, che conosce Peyton la quale è molto scettica nei suoi confronti per via della sua storia con Lucas, di cui è ancora innamorata. A fine serata, Peyton e Brooke passano dal campetto mentre la seconda sta dicendo alla prima di non arrendersi e di aprire per conto suo un'etichetta discografica, in cui lei sarebbe felice di investire perché crede nell'amica e nelle sue capacità. Le due, poi, incontrano Lucas: Brooke lascia lui e Peyton da soli per parlare e lui le chiede perché non sia andata alla presentazione del suo libro a Los Angeles due anni prima, ma la ragazza non gli risponde. Arriva il giorno della corsa delle macchinine, ma alla fine James decide di non correre perché ha paura che qualcosa vada storto, anche se Brooke è comunque fiera di lui perché ha capito cosa significa farsi valere. Nathan non va alla corsa ed Haley e lui hanno una discussione tremenda. Lucas invece propone a Peyton di aprire una casa discografica e le mostra dei locali adeguati per l'ufficio che la madre Karen desidererebbe che utilizzasse lei per coronare il suo sogno. Lei, così, gli rivela che era andata alla presentazione del suo libro, ma avendo visto Lindsey baciarlo sulla guancia si era convinta che i due stessero già insieme e quindi se n'era andata via senza farsi vedere e la faccia di lui fa capire che se lei fosse andata, ora le cose sarebbero diverse tra loro, poi lei lo incoraggia comunque a non arrendersi nella scrittura, ricordandoli le parole che lui le disse la sera della sua prima partita coi Ravens ("La tua arte conta e mi ha portato qui") e dicendogli che quelle parole le avevano toccato l'anima oltre a darle la forza di non arrendersi allora e l'hanno fatto anche pochi giorni prima, quando era pronta a mollare tutto un'altra volta, ma si è fatta forza grazie alle parole scritte da lui su di lei nel suo libro, perciò la ragazza gli ricorda che, se fatica a scriverne un nuovo, dovrebbe ricordarsi che la sua arte conta e che l'ha riportata a casa. Haley finalmente riesce a fare lezione nella classe che l'aveva intimorita il primo giorno anche se Quentin esce dalla classe meritandosi una bocciatura sicura al corso di Haley. Nel frattempo Nathan comincia finalmente a reagire: si tuffa in piscina con la sedia a rotelle e comincia a fare terapia da solo. La squadra dei nuovi Ravens è formata e Quentin non risulta qualificato per aver disturbato il corso di letteratura e per l'arroganza dimostrata durante i primi allenamenti. Brooke decide di dirigere la sua azienda da Tree Hill e compra i locali dell'ex Karen's Cafè. Alla fine della puntata Nathan porta Jamie sulla pista da corsa e insieme combattono le loro paure, mentre a Lucas torna finalmente l'ispirazione e ricomincia a scrivere.

## Il bambù della fortuna
- Titolo originale: My Way Home is Through You
- Diretto da: David Jackson
- Scritto da: John A. Norris

### Trama
Lucas ha ripreso finalmente a scrivere: Lindsey si sveglia e lo trova alla scrivania, dopo una notte intera passata a scrivere. Ma non può far a meno di notare che Lucas ha ripreso a scrivere proprio ora che Peyton è tornata a Tree Hill e ovviamente la cosa la porta a dubitare che si tratti di una mera coincidenza, al che decide di “marcare il territorio” sia con Peyton che con Brooke, portando ad entrambe una pianta come porta fortuna per i loro nuovi lavori in città. Peyton pensa subito che sia una tattica per controllare se lei e Brooke sono interessate ancora a Lucas: infatti, lei ha ottenuto da lui la possibilità di usare il vecchio ufficio di Karen al Tric in modo da esaminare le band per la sua nuova etichetta, mentre Brooke ha comprato il vecchio Cafè di Karen trasformandolo in un nuovo negozio alla moda con la sua linea d’abbigliamento, tenendo però la scritta presente sul muro con la citazione “Qualcuno mi ha detto che questo è il posto dove tutto è migliore e tutto è al sicuro”. Brooke, ormai convinta che Tree Hill possa essere per lei, come per Peyton, un nuovo inizio, compra anche una bellissima casa sul molo, invitando l’amica a vivere con lei: finalmente le due amiche tornano ad essere coinquiline e si ritrovano, pronte per la loro nuova vita adulta e più unite che mai. Intanto, Nathan decide di affrontare i fantasmi del passato e fa visita al padre in prigione. Infatti, i due non si vedevano da oltre quattro anni e parlano dei loro rimpianti: Dan di non aver potuto ancora vedere il suo nipotino e Nathan di aver messo sempre il basket per primo, riuscendo quasi a rovinare la propria famiglia proprio come fece suo padre molti anni prima, perciò il ragazzo decide di lasciare alle spalle il suo passato per concentrarsi sul futuro, sulla sua famiglia e sul piccolo Jamie. Intanto il bambino, di nascosto, mostra alla sua nuova tata quanto adori il padre: nell’armadio in camera tiene gli articoli, i premi e i disegni legati al padre e al suo passato da giocatore di basket. E mentre Nathan è convinto di non essere più un eroe cittadino, tanto meno un eroe per qualcuno, il piccolo Jamie, con il suo angolo preferito, dimostra al padre che è ancora qualcuno e spinge così Nathan a mettere più impegno nella fisioterapia, portandolo a fare esercizi a casa e rasandosi finalmente la barba incolta fino a vestirsi di tutto punto per dare il bentornato a casa ad Haley, che invece sta affrontando nuove sfide: lo studente che aveva lasciato la sua classe, Quentin, non accenna a tornare e lo trova al campetto mentre gioca a basket. Lei lo esorta a riprendere gli studi, spiegandogli a cosa andrà incontro, ma il ragazzo mantiene sempre l’aria strafottente che aveva nei primi episodi. E lei se ne va dispiaciuta per non poter aiutarlo come vorrebbe. Mouth intanto è sempre alle prese con il suo nuovo boss, che ha gettato il suo cd promo nell’immondizia e non perde occasione per sottolineare la sua incompetenza, tra ritardi e amici che lo vanno a trovare sul lavoro. Skills allora gli da un consiglio: provarci. Per lui il boss di Mouth è cattivo solo in apparenza, così Mouth fa la mossa e la bacia, "guadagnandosi" il licenziamento... Ma lui non si dà per vinto: è convinto di meritare più considerazione sul lavoro e l’affronta nuovamente, le fa presente che lei è stata ingiusta e che l’ha giudicato solo basandosi sulle apparenze, come l’aspetto. Lei ne rimane colpita e lo bacia a sua volta. Lucas, invece, è alle prese invece con una squadra a dir poco disastrosa: non sanno nemmeno fare un tiro libero e così decide, insieme a Skills, di cambiare tattica, cioè finché non riusciranno a fare i tiri liberi dovranno correre per la palestra tutto il giorno. Pian piano la squadra migliora riuscendo ad evitare estenuanti corse avanti e indietro. Peyton invece ha adocchiato una nuova band che sta provando al Tric e chiede loro firmare un contratto con la sua nuova etichetta, ma sulle prime la band non acconsente: sono infatti frenati dal fatto che Peyton non ha lanciato per ora nessuna altra band e non ha sotto contratto nessuno, ma lei fa leva sulla sua esperienza, sulla sua passione e determinazione e il leader del gruppo decide di tentare e darle una possibilità. Finalmente, mentre Brooke sta lanciando il suo nuovo negozio, Lucas ha ripreso a scrivere, Haley ha iniziato a insegnare e Nathan a riprendersi dall’incidente, anche Peyton inizia ad ingranare nel suo progetto. In seguito, arriva una visita inaspettata: Victoria, che altri non è che la madre di Brooke, si presenta nella nuova casa per convincere, anzi, obbligare Brooke a tornare a New York. Intanto Dan, in prigione, riceve una busta da Nathan: dentro trova la foto del piccolo Jamie. Invece Haley, tornando a casa, trova il marito e il figlio vestiti di tutto punto a tavola ad aspettarla per iniziare alla grande quella che è la loro nuova vita insieme. E Nathan sprona il piccolo a giocare a basket con lui, mentre una Haley finalmente sollevata li guarda dal portico.

## Tutti a casa
- Titolo originale: It's Allright Ma (I'm Only Bleeding)
- Diretto da: Janis Cooke
- Scritto da: Adele Lim

### Trama
A casa di Brooke e Peyton le due si stanno preparando per la giornata: Brooke deve affrontare la madre, Victoria, mentre per Peyton è il primo giorno di registrazione con una band. Lucas riceve una cartolina da Karen e Lily, mentre Peyton va a trovare sua madre al cimitero. A casa di Nathan e Haley, lui e Jamie fanno colazione quando arriva Carrie per fare il bagno al bambino e Haley parla a Nathan di Quentin, chiedendogli di provare a parlargli e gli dice di andare a tagliarsi i capelli se non vuole far tornare di moda il taglio alla “McGyver”. Intanto, Mouth è felice per la nottata passata con il suo capo Alice. Intanto, Brooke controlla come procedono i lavori alla boutique finché compare Victoria intenzionata a riportare la figlia a New York: Brooke le chiede di darle una possibilità e Victoria accetta. Appena la madre esce, la ragazza chiama Millicent, la sua assistente, per aiutarla con l’inaugurazione del suo negozio. Nathan va a al campetto per parlare con Quentin e convincerlo a tornare a scuola. A casa di Lucas, Lindsey sta per tornare a New York, ma quando apre la porta per uscire trova Peyton davanti a sé, così le chiude la porta in faccia dicendo che è meglio se rimane a Tree Hill. Qualche minuto dopo Lindsey esce da casa di Lucas dicendo a Peyton che prima scherzava quando le ha chiuso la porta in faccia, così Peyton si scusa con lei per il suo comportamento poco cordiale del giorno prima e la invita ad andare con lei all’inaugurazione del negozio di Brooke. Lindsey dice che lei deve andare a New York, ma che Peyton può andarci con Lucas. In palestra, Nathan va a vedere gli allenamenti proponendo a Lucas di far entrare Quentin in squadra e gli promette che Nathan stesso allenerà Quentin. Allo studio di registrazione, Peyton ha problemi con la sua band a causa dell'arroganza del loro leader Jason. Haley torna a casa scusandosi con Carrie per il ritardo, ma la baby sitter la rassicura dicendole che non c’è problema e che si è già occupata di un po’ di commissioni per aiutarla. Victoria va alla boutique per aiutare Brooke e non apprezza la presenza di Millicent, anzi la tratta male facendo commenti sul suo abbigliamento. Peyton va a trovare Haley e Nathan per parlare di Jason e convince Haley ad andare allo studio con lei per un paio d’ore per darle una mano. Quentin va nell’ufficio di Lucas: i due discutono sul futuro del ragazzo in squadra e ovviamente non concordano. Allo studio, Haley è d’accordo con Peyton nel dire che la canzone di Jason manca di qualcosa, così decide di dare un suggerimento, ma Jason non lo accetta e non vuole avere a che fare con Haley. Peyton gli ribatte contro dicendogli che Haley ha fatto un tour, ha esperienza e che lui invece non ha fatto nulla, così Jason se ne va dallo studio. Un collega di Mouth al lavoro lo consola riguarda al fatto che Alice tratta male tutti e dice che spera che prima o poi qualcuno le risponda per bene. Peyton si scusa con Haley per il comportamento di Jason, ma lei dice che era abituata a Chris Keller, quindi non ci sono problemi, anzi vuole aiutarla con questa band. Brooke, alla boutique, ringrazia tutti per averla aiutata, mentre Lucas chiede a Peyton come vanno le cose con la band e lei gli spiega con chi ha a che fare e lui le dice che può farcela. Brooke riceve l’approvazione di Victoria su come sta gestendo la costruzione del negozio. Peyton parla con Victoria ringraziandola per l’appoggio che sta dando a Brooke, ma lei le risponde acidamente dicendo che l’unico motivo per cui Brooke ora è a Tree Hill è la sua migliore amica che non è riuscita ad avere successo a Los Angeles. Haley sente cantare e suonare Mia, una componente della band di Jason, allo studio. In palestra Quentin si mette in mostra davanti a Nathan. Alla boutique, Brooke, Millicent e Victoria stanno sistemando gli ultimi dettagli. Alice continua a rimproverare i suoi dipendenti finché interviene Mouth: Alice gli ordina di entrare nel suo ufficio e gli dice di non risponderle più in quel modo e poi lo bacia. Al campetto, Nathan dice a Quentin che deve ascoltare i consigli di Lucas e Skills, ma lui non vuole dargli retta. Nel frattempo, Haley allo studio litiga con Jason per il ritardo e lo licenzia, poi una discussione con Peyton perché non possono licenziare Jason essendo l’anima della band, ma Haley le dice che è Mia la vera anima della band: Peyton decide di fidarsi dell'amica e licenzia Jason, così, tutta la band, tranne Mia, decide di seguirlo. Alla sera, Lucas va a prendere Peyton per andare insieme all’inaugurazione della boutique di Brooke: dopo un primo momento di imbarazzo i due decidono che possono tornare ad essere amici come lo erano un tempo prima che si mettessero insieme. All’inaugurazione Brooke regala un vestito a Haley mentre Victoria urla contro Millicent per i dépliant penosi: Mouth la consola dicendole che anche il suo capo lo odia, ma quando vede Alice in compagnia di un altro uomo se ne va. Victoria incontra Lucas e anche a lui non risparmia commenti: gli dice che il gusto di sua figlia è migliorato tantissimo grazie al cielo. Peyton consola Lucas dicendogli che Victoria è così con tutti. Brooke prende da parte Peyton e regala anche a lei un vestito: le due parlano e Peyton chiarisce che lei e Lucas sono venuti all’inaugurazione solo come amici, perciò Brooke le dice che il barista è da tutta la sera che la guarda. Skills va da Mouth per avvisarlo che il suo capo è lì, ma lui gli dice di averla vista con il suo accompagnatore e che non vuole essere trattato come un giocattolo. Quando Lucas vede Peyton e il barista flirtare si intromette chiedendo a Peyton se è pronta per tornare a casa, ma lei gli dice che vuole rimanere ancora un po’ e gli augura una buona notte, perciò l’avvicina a sé e le sussurra in un orecchio che il barista non è abbastanza per lei e poi esce dal negozio. Peyton rimane stupita a guardarlo, poi esce anche lei dal negozio, urlandogli di non dirle cose del genere e che non è giusto nei suoi confronti e neanche in quelli di Lindsey: Lucas la guarda andarsene ferita. Finita l’inaugurazione, Brooke festeggia con Victoria finché la madre le fa notare che non ha venduto neanche un abito, ma che anzi ne ha regalati due e che questo non giova ai loro profitti. Le rivela anche che sapeva che sarebbe andata così ed è per questo motivo che devono tornare a New York: loro non appartengono a Tree Hill. Millicent interviene dicendo che vuole comprare un abito, ma Victoria dice che questo non cambia nulla. Allo studio, Mia continua a cantare, con Haley che l’ascolta. La scena cambia: Haley a casa sua suona il piano, poi arrivano Nathan, Jamie e Carrie per darle la buona notte: Haley ringrazia Carrie per tutto quello che sta facendo, mentre Nathan mette Jamie a letto. Si sente poi in sottofondo Mia cantare e suonare, mentre Mouth va da Alice per chiarire le cose e lei gli dice che il suo accompagnatore era noioso e che non le interessa. Brooke a casa mangia un gelato mentre piange a causa di Victoria, finché arriva Peyton a consolarla: la ragazza ricorda all'amica che lei può farcela, che le cose più importanti che ha raggiunto al liceo come la sua linea, vincere le competizioni cheerleader e diventare presidente del consiglio studentesco le ha fatte senza Victoria. Haley va nella stanza di Jamie, che sta già dormendo, e guarda i suoi disegni e vede che ne stringe uno che pensa raffiguri lui insieme a lei, ma in realtà rappresenta il bambino e Carrie e ci rimane male.

## Foto di gruppo
- Titolo originale: I Forgot to Remember to Forget
- Diretto da: Liz Friedlander
- Scritto da: Terrence Coli

### Trama
Lucas sta cercando nuovamente di avere l’aspirazione per continuare il suo nuovo libro, mentre Lindsey, sistemando in casa, trova una vecchia fotografia di Lucas con il coach Whitey e la squadra ai tempi in cui Lucas faceva da co-allenatore al college, nel periodo in cui Nathan aveva ripreso a giocare dopo la storia delle scommesse e le partite truccate. La foto gli fa tornare alla memoria quel periodo e veniamo riportati indietro a circa un anno dopo il diploma, al momento in cui, con la squadra, ha vinto il campionato e il coach è andato in pensione, lasciando le redini della squadra a lui, ormai pronto per seguire i suoi passi. Intanto, Nathan sta cercando di riprendersi dal brutto periodo passato dopo le scommesse, grazie anche all’aiuto di Haley e del piccolo Jamie che dopo la partita dice la sua prima parola: palla. Lucas è felice per il lavoro di coach, ma dopo la partita, durante i festeggiamenti, guardando la felicità di Nathan con Haley e il piccolo, si rende conto che gli manca Peyton e ha un flashback della vittoria al Campionato di Stato, quando ha capito di amarla e i due si sono messi finalmente insieme. Sull’autobus, diretti a casa, parlando con il coach, capisce che anche se nell’ambito lavorativo è appagato, su quello sentimentale non può dire altrettanto, così decide di raggiungere Peyton a Los Angeles per farle una sorpresa. La va a trovare sul lavoro, scoprendo così che fa la segretaria, porta caffè e gestisce la corrispondenza: non proprio il lavoro che lei voleva fare. I due si danno appuntamento per cena e, al ristorante, parlano del loro futuro. Peyton resiste al lavoro precario e poco appagante che ha al momento sperando in una svolta, grazie alla sua tenacia, mentre Lucas spera di poter vedere un giorno pubblicato il suo romanzo, visto che al momento tutte le case editrici gli hanno rifiutato la pubblicazione. Lucas ha una sorpresa per Peyton, ma prima di potergliela dare lei viene chiamata nuovamente al lavoro, poco dopo avergli consegnato un cd mix fatto con diverse canzoni ancora non pubblicate. I due si danno appuntamento in hotel, ma Peyton ritarda, mentre Lucas, stanco, si addormenta sul letto con un anello di fidanzamento per lei in mano. Svegliatosi, trova Peyton seduta sulla poltrona accanto a lui, con la confezione dell’anello in mano: lui si inginocchia e le fa la proposta, ma Peyton non accetta. Il suo non è un no definitivo, ma prima di poter accettare vuole avere un futuro certo nel mondo del lavoro e per averlo non può permettersi di tornare indietro, a Tree Hill, mentre al tempo stesso Lucas, come coach, non può abbandonare il fratello e la squadra proprio ora che stanno sfondando; lui, allora, non vede altra soluzione che partire, pensando che ormai i due stanno andando in due direzioni troppo diverse per poter stare ancora insieme. Lascia Peyton addormentata nella camera d’hotel con accanto il cd mix che lei gli aveva regalato. Lucas raggiunge l’aeroporto per tornare a casa, ma in quel momento riceve una telefonata da una casa editrice: il suo libro verrà pubblicato. Così, invece che tornare a casa, cambia il biglietto e vola a New York, dove finalmente sta per vedere realizzato un altro suo sogno. Durante i festeggiamenti per il nuovo ingaggio con la sua editrice, Lindsey incontra Brooke, che aveva chiamato prima di arrivare a New York. I due passano la serata a casa di lei a parlare del libro e del futuro di lei nel campo della moda, della cosmesi e dell’idea di una nuova rivista con il suo nome, ma il discorso si sposta su Peyton e lui le racconta che si sono appena lasciati dopo che le ha fatto la proposta e lei ha rifiutato, ma Brooke prende le parti dell'amica, dicendole che non la sorprende più di tanto la sua risposta se lui le ha fatto la proposta in quel modo, come un fulmine a ciel sereno. I due poi vanno a cena e, su richiesta di Brooke, lui si inginocchia fingendo di farle la proposta, ma i camerieri pensano che la proposta sia vera e offrono da bere ai due ragazzi e nello stesso modo riescono a rimediare un giro in carrozza. Ubriachi e divertiti tornano all’hotel di Lucas, dove lui, in un momento di debolezza e sentendosi solo e perso dopo aver detto che non può vivere senza Peyton, bacia Brooke, ma lei si tira indietro subito dicendo che quella serata è stata tutto un grandissimo errore: non vuole ferire Peyton né perdere la sua amicizia, così come quella con Lucas, perché ormai sa fin troppo bene che i due si amano e non vuole che la situazione peggiori ancora di più. Tornata a casa, la madre, che aveva visto Lucas con l'anello di fidanzamento in mano, la minaccia di annullare il matrimonio, ma Brooke le spiega che era tutto uno scherzo e che ora ha capito di voler portare la propria linea di moda al prossimo livello: la rivista col suo nome. Sua madre non può che essere ancora più felice. Intanto, i ricordi si spostano su Nathan che gioca col piccolo e con Haley, mentre tentano di far parlare nuovamente il piccolo: Haley vuole che dica la parola “chitarra” e Nathan “palla”. Ha la meglio Nathan: il piccolo è tutto focalizzato su un piccolo cesto da basket. Intanto, Lucas inizia le sue riunioni con Lindsey per il nuovo libro e, come portafortuna, le regala, al primo meeting, una pianta, la stessa che Lindsey regalerà poi alle ragazze a Tree Hill, mentre si ritrova a fissare l'anello di fidanzamento per Peyton. Tornati al presente, Haley ripone sugli scaffali e in bella vista i trofei di Nathan e lui promette un nuovo inizio, tutti insieme, mentre Lucas decide di fare una passeggiata e va a trovare Brooke e lei capisce, dai loro discorsi sull’aver preso o meno le giuste decisioni nella vita, che lui è ancora innamorato di Peyton.

## Sogni e rivelazioni
- Titolo originale: Don't Dream It's Over
- Diretto da: Thomas J. Wright
- Scritto da: Mark Schwahn

### Trama
Jamie dorme nella sua stanza, finché si sveglia e vede Dan che gli dice che è venuto a prenderlo e si trasforma in un mostro: il piccolo si risveglia dall’incubo e chiama Nathan e Haley, dicendo che il nonno Dan è scappato dalla prigione. Alla mattina Nathan va a parlare con Skills, chiedendogli se ha parlato a Jamie di Dan (infatti Skills non sapeva che lui e Haley avevano detto al bambino che Dan era morto), ma lui gli dice di aver detto a Jamie dell’uomo nero, di non uscire mai con ragazze di nome Bevin e che Babbo Natale è nero, ma ha evitato di parlargli del coniglio pasquale: non sapeva come spiegargli che fa le uova. Nathan gli chiede di rimanere fuori dalla questione Dan con Jamie. Intanto, Peyton guarda da fuori la sua vecchia casa, finché la ragazza che ora abita lì la invita ad entrare, sapendo che lei è Peyton e le fa vedere la sua stanza, che è completamente diversa da come la ricordava. La ragazza, che si chiama Molly, le dice che deve amare molto Lucas, aprendole le ante dell’armadio dove c’è scritto "Peyton + Lucas = True Love Always (‘Lucas e Peyton - Vero Amore Eterno’)". Allo studio Haley e Lindsey si ritrovano davanti Victoria che vuole ascoltare Mia suonare e cantare, ma lei è nervosa e non riesce ad esibirsi al meglio, cosa che non fa piacere a Victoria, anzi vuole parlare con Peyton per interrompere il disastro. La ragazza arriva, chiamata da Haley, per sapere cos’è successo: non le fa piacere che Lindsey sia lì e le chiede di andar via, poi Haley le spiega che Mia se ne è andata e le dice di non prendersela con Lindsey perché l’ha invitata lei. Peyton le dice che non vuole nessuno allo studio inclusa Lindsey, perché forse non le piace. Lindsey ascolta la conversazione e le due se ne accorgono. La ragazza quindi torna a casa di Lucas ed esordisce dicendo che Peyton è una stronza, mentre quest'ultima a sua volta va in negozio da Brooke e dice che Victoria è una stronza spiegando cos’è successo: Brooke le promette di parlare con la madre. Sempre al negozio, Millicent vede che Mouth sta per entrare e dice a Brooke che un ragazzo molto attraente sta per entrare e si nasconde dietro il bancone. Brooke vede Mouth e lo sorpassa cercando di capire dove Millicent abbia visto il ragazzo attraente, finché si rende conto che la sua assistente si riferiva a lui. Nathan sta facendo i suoi esercizi per le gambe quando arrivano anche Jamie e Carrie in costume e si tuffano con lui: i tre iniziano a ridere e scherzare, mentre Haley li guarda per niente compiaciuta. Di notte Jamie ha un altro incubo e si mette a gridare “mamma”, così Haley va da lui, ma Jamie le dice che vuole l’altra mamma, poi va da Nathan per dirgli cos’ha appena detto Jamie, ma vede il marito che bacia Carrie: era tutto un incubo di Haley, che si sveglia e scende in cucina dove trova Carrie e le chiede di non andare più in piscina con addosso il bikini. Carrie si scusa e le dice che non accadrà più. Intanto, Brooke e Victoria fanno colazione e la ragazza chiede alla madre di non interferire con il lavoro di Peyton. Victoria si lamenta anche delle loro modelle di taglia M quando dovrebbero avere una XS, ma Brooke le dice anche che non assumerà mai modelle di taglia XS e che se è così infelice a Tree Hill dovrebbe tornare a New York. Victoria le promette di non interferire con il lavoro di Peyton, però interverrà nel suo di lavoro quando penserà che lei stia facendo un errore e le dice anche di mangiare perché non vuole che sua figlia diventi una XS, ha troppo talento per fare la modella. A casa di Nathan e Haley, lui scopre che Skills ha detto a Jamie che Dan è finito in prigione perché non ha pulito la sua stanza e, quando va a parlare con l'amico chiedendogli perché ha detto quelle cose al bambino, lui dice che era confuso e che non gli piace mentire a Jamie e che lui dovrebbe parlargli di Dan. Lucas va da Peyton, chiedendole se ha detto che non le piace Lindsey e la invita a chiederle scusa, ma Peyton gli risponde che ha molto altro da fare, tra Victoria che la stressa e Mia che è scomparsa e che quindi non ha tempo per chiedere scusa a Lindsey: lui le chiede se può darle una mano, ma lei gli dice di tornare dalla sua ragazza. Quentin viene convocato nell’ufficio di Lucas, dove lo attendono quest’ultimo e Haley: visto che si ostina a non voler studiare, Haley gli dice che nel corso dell’anno dovrà leggere “I miserabili” e fare un riassunto di ogni capitolo ogni due settimane. Se sarà puntuale potrà giocare a basket. Quentin dice che ci penserà. Nathan va al campetto chiedendo a Quentin di leggere il libro: se vuole essere il migliore e far parte di una squadra è l’unico modo per farlo. Alla boutique, Peyton sta aiutando Brooke a colorare alcuni suoi modelli; arriva Victoria e rimprovera Brooke per la conferenza che vuole tenere, dicendole che lei ha talento come stilista, ma non negli affari, perché non è abbastanza intelligente. Peyton allora la insegue fuori dal negozio chiamandola “Regina dei ghiacci” e le dice di smettere di essere una stronza con sua figlia. Victoria le risponde che non è affar suo il rapporto tra lei e sua figlia e Peyton le dice che lo è finché continua ad abbatterla o a darle della stupida: forse Brooke non le dice nulla per rispetto, ma dato che Victoria non è sua madre, lei non ha alcuna intenzione di tenere a freno la lingua. Victoria le risponde dicendole che è evidente che lei non ha mai avuto una madre e Peyton le risponde che per quanto la riguarda neanche Brooke l’ha mai avuta. Al lavoro, i colleghi di Mouth pensano che per avere rispetto bisogni rispondere a tono ad Alice: uno degli impiegati lo fa e viene licenziato. Nathan intanto cerca di vestirsi, ma non ci riesce e chiama Haley ad aiutarlo, ma invece interviene Carrie che lo aiuta a mettersi i pantaloni e si lamenta con lui per il fatto del bikini. A cena, Haley chiede a Lucas come va il libro e lui le risponde che ha molta ispirazione ultimamente. Lindsey dice che come editrice è felice, ma che le manca il suo ragazzo, poi Lucas chiede a Nathan come va la riabilitazione e lui gli dice che va tutto bene e Carrie conferma lasciando Haley per niente compiaciuta. Haley, intanto, pensa a Quentin e al fatto di avergli dato un’altra possibilità. Interviene Lindsey dicendo che anche lei ha dato un’altra opportunità a Peyton, ma sembra inutile e pare che lei pensi di avere qualche diritto essendo stata con Lucas: lui cerca di difendere Peyton, ma Lindsey non vuole sentire ragioni. Nathan e Haley vanno da Jamie, mentre Lucas sparecchia e Carrie dice di essere d’accordo con Lindsey. Jamie è nella sua stanza con il bastone di Nathan spaventato che Dan possa venire a prenderlo: Haley gli dice che non gli hanno detto la verità per proteggerlo e che nonno Dan ha fatto brutte cose e che quindi è dovuto andarsene. Nathan gli promette che con loro due è al sicuro. Jamie si tranquillizza, ma chiede comunque a Nathan di controllare nell’armadio e sotto al letto. Brooke, Peyton e Millicent passano la serata in un bar e ammirano il barista. Arriva una ragazza a chiedere l’autografo a Brooke e lei glielo fa volentieri. Peyton le chiede come va la sua vita sentimentale e Millicent dice che Brooke ha solo incontri occasionali, nulla di speciale. A casa di Nathan e Haley arriva Quentin che dice che è intenzionato a rimanere in squadra. Al bar, il barista si avvicina a Brooke: la ragazza pensa che voglia un autografo, ma lui le dice che gli serve una firma per il conto e che non è il tipo da autografi, specialmente se non sa a chi lo chiede. Lei gli dice chi è e lui si presenta come Owen, mentre Peyton vedendo Mia va da lei. Mia le dice di non essere pronta per affrontare tutto e sa che è importante per Peyton e non vuole rovinarlo, così Peyton le chiede perché scrive canzoni e Mia dice che vuole raggiungere il cuore di una ragazza o di un ragazzo, vuole rendere la sua giornata migliore solo ascoltando una sua canzone e Peyton le dice che allora lei è pronta. Brooke va alla boutique, dove trova Victoria e le dice che apprezza moltissimo tutto ciò che fa per lei e che le vuole bene, ma la reazione di Victoria è completamente fredda e Brooke ci rimane malissimo. Lucas vede che la luce nell’ufficio di Peyton è accesa e decide di andare da lei, dicendole che sa quanto duramente lavori, ma che non riconosce più la Peyton che conosceva. Lei gli dice che non è più quella ragazza da tre anni, che è andata nella sua vecchia casa, quello che c’era scritto sulle ante dell’armadio e che quello è ciò che dovrebbero avere. Lui le risponde che quando una persona chiede ad un’altra di sposarla questa dovrebbe rispondere di sì e Peyton gli dice che non ha mai detto di no, ma che lui ha rinunciato a loro e non ha aspettato. Lucas dice che in realtà è lei che si è arresa riguardo a lui perché pensava che non avrebbe mai pubblicato il suo libro, che non le è mai importato, perché non riguardava lei. Peyton allora prende tutte le copie che ha del libro di Lucas e gli urla che se non le fosse mai importato non avrebbe comprato il suo libro ogni volta che vedeva una copia. Inizia a lanciargli addosso i libri e a dirgli che lui le aveva detto che lei poteva essere grandiosa, che aveva detto al mondo e a lei che erano destinati a stare insieme, ma che era meglio che non l’avesse mai detto, visto che evidentemente non lo pensava davvero. Lucas, stanco di litigare, le risponde che deve andare e Peyton gli dice che pagherà l’affitto del locale anche se Lucas non vuole, mentre nel frattempo Lindsey passa davanti all’ufficio di Peyton e vede le macchine dei due parcheggiate vicine. A casa di Nathan e Haley, lei si sta mettendo la crema sdraiata sul letto quando entra Nathan che deve controllare che non ci siano pagliacci in giro visto che Haley aveva detto di aver sempre avuto paura dei clown. Nathan controlla un po’ in giro e Haley gli chiede di guardare sul balcone: quando esce vede Carrie nuotare nuda in piscina, mentre Haley lo ringrazia di aver controllato che non ci siano mostri in casa.

## Al Tric con amici
- Titolo originale: In Da Club
- Diretto da: Greg Prange
- Scritto da: Mike Herro e David Strauss

### Trama
L’intero episodio si svolge al Tric, durante una serata con una band che da lì a poco si esibirà dal vivo. Il gruppo al completo si ritrova e per festeggiare finalmente una riunione tra amici e Brooke offre da bere a tutti, ma Lindsey si sente molto a disagio per la presenza costante di Peyton e si sente minacciata, soprattutto dopo aver scoperto, senza volere, che la sera prima Lucas è andato a trovarla nel suo ufficio, a sera tarda. Al gruppo si unisce Quentin, che, minorenne, rischia di farsi sempre scoprire da Lucas o da Haley a bere alcolici, ma Nathan, per non far si che abbia altri problemi, lo copre quando sta per essere scoperto a bere della tequila. Mia, la giovane promessa di Peyton, arriva finalmente al Tric, invitata da Peyton e Haley per farle fare da spalla al gruppo che sta per esibirsi. La ragazza, sorpresa e sconvolta dalla notizia, si rifugia nel backstage perché troppo nervosa per affrontare da sola una folla di gente, da sola. Le due ragazze cercano in tutti modi di spronarla e di rassicurarla, ma solo l’arrivo di Jason, l’ex leader della band in cui lei suonava e per cui scriveva le canzoni, le dà la forza per affrontare il pubblico per dimostrare che lui si sbagliava e che lei ha un futuro davanti a sé. Intanto Peyton, sempre a disagio per la presenza di Lindsey e l’incertezza di Lucas, decide di iniziare a pagargli l’affitto dell’ufficio e cerca in tutti i modi possibili di dargli l’assegno, malgrado lui cerchi sempre di dissuaderla e anche di essergli “amico”, ma lei decide che o lui accetta l’assegno o lei cercherà un altro posto, così Lucas si vede costretto ad accettare. Carrie, intanto, raggiunge la festa e soprattutto raggiunge un Nathan rimasto solo al bancone del bar perché Haley sta preparando psicologicamente Mia per cantare. Carrie non perde occasione per lanciare frecciatine e flirtare con lui, che da parte sua non sembra aver capito le vere intenzioni della tata. Solo Quentin gli fa aprire gli occhi e gli spiega che la ragazza sta facendo di tutto per farsi notare, ballando con Jason. Brooke intanto è contenta della festa e invita Milly, la sua assistente, perché vuole combinare un appuntamento tra lei e Mouth. I due quindi si conoscono, ridono, ballano e scherzano: sembrano andare molto d’accordo, ma Mouth è frenato dalla presenza costante del suo boss prima con una serie di messaggi incalzanti, poi con la sua effettiva presenza fisica al Tric. Alice infatti minaccia Mouth: se lui bacia la ragazza, lei lo licenzia. Mouth quindi sulle prime si tira indietro quando Milly fa un approccio, ma poi capisce di aver sbagliato e torna sui suoi passi, lasciando Alice e prendendo il numero di telefono di Milly da Brooke, che gli ha fatto capire che questo comportamento non è da lui, non è il vero Mouth. Così il ragazzo si ritrova licenziato. ma fiero di aver fatto la cosa giusta. Intanto Brooke flirta col barista Owen, che sembra non notarla, ma la sua attenzione viene catturata dalla presenza della madre, intenta a divertirsi, bere e ballare. Così la ragazza, spaventata dalla prospettiva di finire come lei alla sua età, l’affronta nuovamente per poi venir nuovamente delusa di fronte ad un muro di ostilità ed egoismo: la madre infatti la mette nuovamente in guardia perché per lei i suoi amici sono falsi e le stanno accanto solo per interesse, ma sappiamo benissimo che non è così e Brooke si ritrova ancora al punto di partenza, con una madre che non vede più in là del suo naso. Lindsey intanto è sempre più arrabbiata con Lucas e decide di affrontarlo per avere spiegazioni da lui sulla sua visita a Peyton, ma ancora una volta lui la rassicura, dicendole che ama solo lei, che però se ne va. Così, Lucas va nell’ufficio di lei e si arrabbia con lei, chiedendole cosa vuole da lui visto che, per quanto lo riguarda, tra loro è finita quando lei gli ha detto di no e ora lui è felice con un'altra: finalmente Peyton confessa di amarlo ancora e di aver sbagliato anni prima a rifiutare la sua proposta di matrimonio, perché non immaginava che, se gli avesse risposto in quel modo, tra loro sarebbe finita per sempre, poi si avvicina a lui e lo bacia. Lui inizialmente la respinge, ma poi la riporta a sé e ricambia il bacio: i due vengono visti a loro insaputa da Haley, che se ne va delusa, ma quando Peyton chiede a Lucas se anche lui la ami ancora, lui se ne va e non le risponde. Mia, intanto, si è esibita sul palco sotto gli occhi di Jason che continua a far battute e a prenderla in giro, sebbene sia stata bravissima, fino a quando non inizia ad esagerare, toccando il sedere di Haley. Nathan lo vede e reagisce, ma dopo quanto successo alla sua schiena anni prima, per colpa di un litigio simile, decide di non fare a pugni, ma è Quentin a dare un pugno a Jason, mandandolo al tappeto. Haley se ne va arrabbiata perché Nathan ha nuovamente dimostrato di essere troppo impulsivo e i due, tornati a casa, non riescono a fare pace, nonostante Nathan tenti di scusarsi. Si ritrova così tra una Haley arrabbiata e il pensiero della tata Carrie, nuda e intenta a farsi un altro bagno in piscina per stuzzicarlo sempre più spudoratamente. Intanto Lindsey dà un ultimatum a Lucas: deve smetterla di essere innamorato di Peyton, altrimenti la loro storia non potrà andare avanti, visto che lei si è perfino trasferita a Tree Hill per stare con lui. Intanto, Peyton confessa a Brooke di essere ancora innamorata di Lucas, ma per Brooke non è nulla di nuovo, sapeva fin dall’inizio che Peyton era tornata per lui e la sprona ad affrontarlo nuovamente perché sa ormai fin troppo bene che loro si amano da sempre e sono fatti per stare insieme e quindi è così che deve andare. Così Peyton va a casa di Lucas, bussa, ma ad aprirle la porta è Lindsey, con gli occhi rossi dal pianto, felice perché Lucas le ha chiesto di sposarlo e mostra orgogliosa l’anello di fidanzamento ad una sconvolta Peyton.

## Con affetto, Peyton

### Trama
Dopo che Peyton e Lucas si sono baciati, il ragazzo decide di andare a casa da Lindsey. Quest’ultima è seduta sul suo letto e sta piangendo: gli dice che tornerà a New York e che non pensa che tornerà a Tree Hill. Lucas le dice di amarla, allora lei gli chiede perché non si sia ancora proposto e gli fa vedere l’anello di fidanzamento (quello che in realtà era di Peyton e che lui aveva conservato), dicendogli che, tornata a casa per sfogare la rabbia, aveva deciso di fare il bucato e nel suo cassetto ha trovato l'anello. Lucas cerca di spiegare che l’anello in realtà era quello per Peyton, ma lei non gliene dà modo e sta per uscire dalla porta, così lui le chiede se a lei importerebbe lo stesso di lui se non scrivesse più una sola parola, ma se fosse solo il coach di una piccola città e Lindsey gli dice che non lo ama per il suo libro, ma per la mente che sta dietro il libro e che lo amerebbe anche se fosse solo un coach. Lucas allora si inginocchia e le chiede di sposarlo e Lindsey dice di sì. In quel momento, Peyton bussa alla porta. Lindsey apre e le dice che Lucas le ha chiesto di sposarlo. Peyton rimane sconvolta a fissare un affranto Lucas, che non riesce a reggere lo sguardo di lei, sapendo che non è così che le cose dovevano andare. Haley chiede scusa a Nathan se ha scaricato la sua rabbia su di lui, ma aveva appena visto Lucas e Peyton baciarsi e non può credere che Lucas stia facendo questo affronto a Lindsey e non capisce neanche Peyton, visto che non ha accettato la proposta di lui anni prima. Nathan le dice che forse era un bacio tra amici o un bacio di addio, ma Haley gli dice che era un bacio assolutamente romantico e che deve dirlo a Lindsey, ma lui le consiglia di non farlo, perché Lucas dovrebbe essere abbastanza uomo da confessare ciò che ha fatto. Intanto, Brooke si trova ancora al Tric: lei e Owen continuano a flirtare, finché lei riceve una chiamata da Peyton in lacrime e così corre a casa dalla sua migliore amica. Nel frattempo Mouth decide di lasciare un messaggio nella segreteria di Millicent per scusarsi del suo comportamento. Brooke arriva a casa e trova una Peyton che piange con in mano il libro di Lucas e poi le cita un pezzo del libro di Lucas: riguarda il momento in cui lui aveva finalmente detto che era con lei che voleva stare e poi le dice che forse è stata pazza a pensare che dopo tutti questi anni lui potesse provare ancora qualcosa per lei, visto che ha chiesto a Lindsey di sposarlo. Brooke, a bocca aperta per ciò che ha appena sentito, le dice che entrambe sanno bene che purtroppo Lucas ha il brutto vizio di cominciare relazioni palesemente sbagliate quando si tratta di ammettere chi è l’unica che ama veramente, ma Peyton le dice che questa volta è diverso e Brooke risponde che allora deve andare avanti e insieme, davanti al camino, bruciano il libro di Lucas. Brooke fa sedere Peyton e le dice di piangere sulla sua spalla finché ne avrà bisogno. Peyton abbraccia Brooke e inizia a piangere. In quel momento si sente in sottofondo la voce di Lucas dal romanzo che descrive quel momento della finale del Campionato di Stato, mentre Peyton continua a piangere abbracciata a Brooke e Lucas è a letto con Lindsey. La voce fuori campo di lui dice che improvvisamente le grida dei suoi compagni, l’eco della sirena sembravano lontani mille miglia e tutto ciò che rimaneva il quel silenzio era solo Peyton, la ragazza la cui arte, passione e bellezza gli avevano cambiato la vita e in quel momento il suo trionfo non era la finale di stato, ma un momento chiarezza. Un flashback mostra la finale di stato in cui Lucas dice a Peyton che è lei che vuole accanto quando tutti i suoi sogni diventeranno realtà. La voce di Lucas continua dicendo che in quell’istante aveva realizzato che erano sempre stati fatti l’uno per l’altra e che ogni istinto contrario era la negazione della seguente verità: era e sarebbe sempre stato innamorato di Peyton Sawyer. La mattina seguente, Haley porta Jamie in negozio da Brooke. Arriva Lindsey che annuncia alle due ragazze che lei e Lucas si sono fidanzati e le due rimangono senza parole. A casa di Nathan e Haley, Carrie si scusa per il suo comportamento poco professionale e lui le dice che non deve più accadere e che non deve più flirtare e lei glielo promette. Al lavoro, Mouth sta portando via la sua roba e un suo collega gli annuncia che Alice è stata licenziata, perché portava avanti una relazione con un suo dipendente. Lucas arriva a scuola; nel suo ufficio Skills e Nathan stanno guardando una registrazione di una partita della squadra che dovranno affrontare. Lucas annuncia loro che si è fidanzato. I due si congratulano e gli chiedono chi sia la fortunata: lui dice che è Lindsey. Arriva Quentin che mostra che si è infortunato ad una mano a causa del pugno che ha dato a Jason. L’infermiere dice che è una distorsione e che ci possono volere giorni o un mese. Intanto, Peyton entra nell’ufficio di Lucas e gli chiede di non sposare Lindsey perché da tre anni ha perso una parte vitale di lei che ha cercato di riempire con il lavoro, gli amici, la musica senza riuscirci, ma che finalmente ha ritrovato la sera prima quando si sono baciati e gli chiede se lui ha sentito le stesse cose che ha sentito lei. Lucas non riesce nemmeno a guardarla negli occhi, perché sa che lei ha ragione, ma dice comunque di essere innamorato di Lindsey. Haley entra nell’ufficio di Lucas e Peyton si asciuga le lacrime e se ne va: la ragazza chiede a Lucas se è davvero pronto per il matrimonio e come fa ad essere sicuro che Lindsey sia quella giusta. Lucas le dice che Lindsey sarà sempre la numero due, visto che lei è la numero uno, ma Haley, sapendo cos’è successo tra lui e Peyton, gli dice di rifletterci bene e se ne va. Peyton esce da scuola e incontra Molly. Quest’ultima le chiede se è vero che durante la sparatoria Lucas l’ha portata fuori dalla biblioteca in braccio. Peyton le dice di sì, ma che non si ricorda di averlo scritto in camera sua. Molly le fa vedere il libro di Lucas e le dice che sapeva che loro due erano speciali e che la loro è una storia eterna e che a volte lei finge di avere la vita di Peyton piuttosto che la sua. Peyton le dice di non farlo, anche perché nessuno vorrebbe la sua vita visto che è un disastro, ma Molly ribatte dicendo che Lucas non la pensa così. L’abbraccia e se ne va. Mouth al lavoro è convocato da un suo superiore che gli rivela che hanno scoperto la relazione che c’era tra Alice e un certo Rick e gli offre un lavoro: fare il cronista della partita dei Ravens. Mouth accetta. Quando esce dall’ufficio uno dei colleghi gli chiede cosa gli abbia detto al superiore: si scopre che Alice era andata a letto con quasi tutti i suoi dipendenti. Allo studio, Mia sta registrando una nuova canzone, mentre Peyton e Haley discutono: Haley dice che ha visto lei e Lucas baciarsi la sera prima e intima all'amica di stare lontana da Lucas e che non può pretendere nulla visto che lei ha risposto di no alla proposta di matrimonio di lui. Peyton le dice che non ha detto di no, ma che ha solo preso tempo, perciò Haley le dice che lui nel frattempo si è innamorato di un'altra e che lei non dovrebbe portargli via la sua felicità se lo ama davvero. Mouth cerca di scusarsi con Millicent, ma lei non vuole dargli altre opportunità visto che non è il ragazzo che lei credeva che fosse e che non hanno nulla in comune: a lui piace lo sport e a lei il balletto. Mouth va da Lucas ad intervistarlo, ma non riesce a farlo visto che ha Millicent per la testa. Lucas gli consiglia di dimostrarle che è davvero interessato a lei e di mostrarle chi è lui realmente. Peyton va al cimitero dalla madre per trovare consiglio: non sa cosa fare con Lucas e avrebbe davvero bisogno di parlare con lei o che Anna le desse un segno. La ragazza vede una foglia cadere e poggiarsi sulla tomba di Keith. Peyton ringrazia la madre, perché ora ha capito cosa fare. Haley chiama a casa per dire che farà tardi. Carrie le dice di non preoccuparsi e che penserà lei alla cena. Dopo cena Jamie fa un disegno e lo mostra a Nathan e poi a Carrie chiamandola “mamma”. La cosa rende felicissima Carrie. Mouth torna al negozio da Millicent per avere un’opportunità e le dice che non vuole un appuntamento, ma mostrarle chi è lui veramente. Millicent accetta. Mouth porta Millicent dove lavora e le mostra lo sport, facendole capire perché lo ama, poi mette un nastro di un balletto e le chiede di spiegargli perché lei lo ama così tanto. Carrie pulisce Jamie dalla tempera. Il bambino si scusa per averla chiamata mamma, ma lei gli dice che a volte lei finge di credere che lui sia davvero suo figlio. Peyton lascia a casa di Molly un sacchetto e una lettera. Nathan mette a letto Jamie e Carrie si complimenta perché è un bravo padre e gli dice che ha un po’ di tempera sulla guancia. Tenta di toglierla e gli dice che ne ha un po’ anche sulla palpebra. Gli dice di chiudere gli occhi e lo bacia. Nathan rimane senza parole, mentre Carrie continua a fissarlo, finché Jamie non la chiama. Nathan è sconvolto. Peyton raggiunge Lucas in palestra, facendo finta che siano ancora diciassettenni e gli racconta di Molly e del fatto che vive attraverso la storia di loro due nel libro. Lucas le dice che è una bellissima storia, ma che si è svolta molto tempo prima. Peyton dice che non è andata lì per rivangare il passato, ma perché si è ricordata che il più grande atto d’amore è il sacrificio. È quello che Keith ha fatto per Karen, nascondendo i suoi sentimenti per anni per essere un buon amico per lei. Peyton dice a Lucas di amarlo e che l’ha fatto dalla prima volta che i loro occhi si sono incontrati, ma, se lui vuole che lei lo lasci andare, lo farà, perché vuole con tutto il suo cuore che lui sia felice con o senza di lei, poi gli bacia la mano e se ne va, mentre Lucas la guarda con le lacrime agli occhi, dimostrando per l’ennesima volta che anche lui la ama ancora. Molly nella sua stanza legge la lettera di Peyton in cui le chiede di ridipingere l’anta dell’armadio. Le scrive inoltre di fare ciò che la rende felice. Millicent spiega a Mouth perché ama il balletto e gli dà un bacio sulla guancia. La voce fuori campo di Peyton continua dicendo di affrontare i rischi e di dipingere sopra le sue scritte cosicché Molly possa scrivere le sue. Owen sale in macchina e vede Brooke nuda sul sedile posteriore. Owen però le dice che deve andare. Brooke dice che nessuno l’ha mai rifiutata quando era nuda e lui risponde che ha vinto e le chiede se vanno da lui o da lei. Brooke gli dice che c’era quasi, si riveste e dice che non se l’è ancora guadagnato. Gli augura buonanotte. La voce fuori campo di Peyton dice che la sua storia può averla ispirata, ma che sicuramente la prossima ragazza che abiterà nella loro stanza sarà ispirata da quella di Molly. Haley torna a casa e Nathan l’abbraccia e le dice che vorrebbe che lei fosse a casa più spesso. Haley gli dice che è stata una giornata lunga e che si sente spregevole per come ha trattato Lucas e Peyton e che non pensa che dirà a Lindsey del bacio, perché alcune cose è meglio tenerle segrete. Carrie arriva dicendo che va a dormire e che se hanno bisogno di lei basta che la chiamino. La voce di Peyton continua dicendo che Molly non ha bisogno di qualcuno che scriva di lei per dare un significato alla sua vita. Molly dipinge di bianco le ante dell’armadio, ma scritta “Peyton + Lucas= True Love Always” non sparisce, anzi rimane ben evidente. Peyton dice di scrivere di sé stessa e di creare il suo futuro e che tra qualche anno, quando vedrà la prossima ragazza che abiterà nella loro camera conservare quello che lei ha scritto sull’anta, si renderà conto di quanto la vita è stimolante. Nel frattempo Peyton dipinge sopra il tavolo da biliardo nel suo studio. La voce fuori campo dice che potrà dire alla prossima ragazza di dipingere l’anta, perché capirà che le parole che ha scritto, gli amici ha avuto, le necessità che ha sentito vivranno sempre lì sotto la pittura. Lucas torna a casa da Lindsey e le dice che vuole sposarsi subito. La voce fuori campo di Peyton dice che l’amore che ha dichiarato sarà sempre lì, come la scintilla di qualcosa di innegabile o come un germoglio di speranza, la verità, nel bene o nel male, continuerà ad ardere sotto la superficie. La scena si sposta al disegno di Peyton: una sequenza a tre di un cuore disegnato sulla sabbia che viene cancellato dalle onde, ma un pezzo di quel cuore rimane intatto. E mentre la voce dice “con affetto, Peyton” vediamo una lacrima di Peyton cadere sul disegno.

## Terapia di gruppo

### Trama
È la vigilia della prima partita del campionato per i Ravens e i ragazzi, chi per una ragione chi per un’altra, si ritrovano tutti nel loro vecchio liceo. L’episodio inizia con la realizzazione del nuovo video musicale di Mia, ambientato appunto nel Liceo di Tree Hill, con l’aiuto di Haley e la sua classe di studenti. Mouth invece si sta preparando a registrare il suo primo servizio giornalistico per la redazione, in merito alla partita di basket, ma non riesce a trovare la giusta inspirazione. Quel liceo, quella palestra, quei corridoi gli fanno ricordare continuamente Jimmy e la sparatoria avvenuta anni prima. È lo stesso per Lucas, che pensa allo zio morto in quella tragica vicenda. Tutti si stanno preparando per la partita e Nathan tenta di confessare ad Haley di aver baciato Carrie, la tata, ma la questione finisce nel nulla e Nathan e Haley raggiungono nuovamente la scuola per la partita. In palestra la squadra si prepara e Lucas, insieme a Nathan e Skills, incita la squadra per la vittoria, consegnando le nuove maglie. Una viene data anche al piccolo Jamie, ora mascotte ufficiale della squadra e tutti insieme si avviano verso il campo. Haley però ha dimenticato la telecamera in classe; Brooke e Lindsey, presenti nella palestra per vedere la partita, l’accompagnano. Mentre le tre si avvicinano alla classe, Lindsey scorge Mia in biblioteca ed entrano, ma c'è anche Peyton. Le due infatti erano entrate lì per evitare proprio Lindsey e per mostrare a Mia dove lei è rimasta ferita e bloccata durante la sparatoria. L’incontro tra le due rivali in amore fa scoccare scintille da subito: da una parte Peyton continua ad odiare ancora più profondamente Lindsey per essere entrata nella sua cerchia d’amici, per aver fatto comunella con Brooke e Haley con facilità, sentendosi così in disparte e lontana dalle sue due migliori amiche, dall’altra Lindsey mal sopporta Peyton perché se la immaginava completamente diversa da quella che è ora, viste anche le parole sempre ottime che Lucas ha speso per lei nel libro che ha scritto. Libro che Lindsey ha passato un anno a scrivere e che è palesemente stato, secondo lei, una lunga lettera d’amore per Peyton. Le due non riescono neanche a stare nello stessa stanza e mentre Lindsey sta male per via di un senso di claustrofobia, Peyton cerca di uscire per non dover vedere continuamente l’anello di fidanzamento al dito di lei: infatti le ragazze sono rimaste bloccate in biblioteca a causa delle porte difettose, capaci di aprirsi solo dall’esterno. Il telefono non va, i cellulari non prendono e tutti sono a vedere la partita, quindi a loro non resta che attendere una buona idea o una persona che passi di lì. L’unica a cui funziona il cellulare è Brooke, ma lei non vuole telefonare a Owen per non sembrare troppo dipendente da lui e rischiare di bruciare i tempi, così chiama Mouth, ma lui non ha il cellulare con sé, quindi niente soccorsi e il cellulare di Brooke si scarica. Mentre le due rivali soffrono per la situazione, Mia invece è contenta, dato che ha la possibilità di conoscere meglio le ragazze e dà inizio a una serie di domande. La prima a sottoporsi è Brooke e le chiede come mai, pur trovando la madre Victoria una vera serpe, continua a tenersela accanto. Brooke tergiversa sulla risposta. Sua madre infatti l’ha aiutata a far decollare la sua compagnia: se è quella che è ora lo deve a lei, ma le ragazze le ricordano che la compagnia è nata grazie a lei e all’aiuto di loro due e la madre l’ha solo aiutata ad espanderla, ma il resto è merito solo di Brooke e delle persone che le sono sempre state accanto, anche quando la madre l’ha abbandonata, ma ora che Brooke l’ha riavuta, non la vuole perdere, malgrado il carattere. Il gioco di Mia quindi termina subito: troppi ricordi, troppo dolore. Poi le ragazze scoprono che i computer della biblioteca sono collegati ad Internet, quindi ordinano delle pizze in modo che il fattorino, arrivando a consegnarle, possa aprire la porta. Mentre attendono, Mia legge alcuni commenti in merito al suo video girato al Tric e non tutti sono lusinghieri. Le ragazze così cercano di tirarla su di morale. Nel momento in cui l’attenzione cade sulle due rivali, Peyton cerca di andare via e Lindsey ammette di sentirsi intimidita da lei: tra le due scorre nuovamente cattivo sangue e per evitare una lite Peyton si rifugia nel vecchio posto dove si trovava, dopo la sparatoria, quando era ferita e confortata da Lucas. Brooke la raggiunge e le fa presente che lei non è mai stata così cattiva, non è la Peyton che conosce e a cui vuole bene. Peyton se ne rende conto, ma non può fare a meno di notare l’anello di Lindsey, che è quello che era destinato a lei anni prima. Brooke e Peyton ritornano dalle altre ragazze, ma nuovamente le due rivali si punzecchiano in merito a Lucas. Arriva il ragazzo delle pizze, ma la porta della biblioteca si chiude nuovamente. Mia inizia a suonare una melodia alla chitarra a cui non riesce ad associare delle parole, così tutte si cimentano, per gioco, nel cantare motivetti ridicoli: quando tocca a Lindsey e a Peyton, le due sfruttano nuovamente l’occasione per insultarsi a vicenda, finché Peyton confessa che l’anello che l'altra porta è lo stesso che Lucas voleva dare a lei e Lindsey rimane senza parole. Peyton, vedendola ferita, rincara la dose, prendendola in giro in merito al paparino ricco che sarà ben felice di preparare un degno matrimonio per la figlia viziata. Lindsey scoppia e confessa che suo padre è morto di cancro due anni prima e che lei stessa ha dovuto staccare la spina del respiratore, perché la madre era troppo sconvolta per farlo, e questa perdita l’ha segnata nel profondo. Ora è Peyton a rimanere senza parole, soprattutto quando Lindsey confessa che ha sempre ammirato la Peyton del libro e che faceva perfino il tifo per lei e Lucas. Le acque si calmano quando ognuna di loro si isola per pensare e ricordare determinati momenti della loro vita sotto le note di una canzone di Mia. Peyton pensa al fidanzamento di Lucas, così come Lindsey, Haley alla famiglia, Brooke alla madre e Mouth, seduto da solo in un corridoio della scuola, a Jimmy, l'amico con cui aveva fatto progetti insieme come speaker radiofonico. Haley si avvicina a Peyton e le spiega perché lei e Lindsey sono diventate amiche: Haley voleva conoscere questa nuova ragazza per capire com’era, dato che lei ha sempre sperato di vedere Lucas al fianco di Peyton o di Brooke, le sue migliori amiche, e non di qualcun’altra. Lindsey, nella preparazione del libro, ha cercato di valorizzare proprio il capitolo della sparatoria in onore di Peyton. Lei ne rimane toccata e si scusa per ciò che ha detto, spiegandole che l’anello non era suo, ma di Keith: era l’anello che voleva dare a Karen per chiederle di sposarla, ma che non ha potuto darle per colpa della sparatoria: le due quindi sembrano riuscire a trovare un punto d’incontro per andare d’accordo e iniziare col piede giusto questa loro convivenza. Intanto, la partita è finita e i due fratelli si dicono l'un l'altro i rispettivi baci dati: Lucas a Peyton e Nathan a Carrie. Quest'ultimo è determinato a confessare la cosa alla moglie perché l’ama e non vuole avere segreti con lei e non vuole ripercorrere gli errori del padre. Le ragazze escono finalmente dalla biblioteca e si salutano. Mia e Peyton se ne vanno da una parte e le altre dall’altra. Lindsey raggiunge Lucas in palestra, mentre Mouth cerca di montare il suo servizio sulla partita, ma solo grazie al ricordo di Jimmy riesce a renderlo speciale.

## Voglia di vivere

### Trama
Nathan e Jamie tornano a casa e lui decide di andare a fare la doccia. Ad un certo punto sente due braccia avvolgerlo e Nathan pensa sia Haley, invece si rivela essere Carrie. Lui cerca di mandarla fuori dalla doccia, dicendole che non la ama e mentre la fa uscire entra Haley in bagno. Nathan cerca di scusarsi, ma Carrie lo interrompe dicendo ad Haley che lei e Nathan si amano. Haley la prende per i capelli e la trascina fuori dal bagno e le dice di andarsene e che è licenziata. Il giorno dopo Peyton va in ufficio e trova lì il suo ex capo di Los Angeles, John, che è incuriosito dal talento di Mia, ma lei non ha alcuna intenzione di cedergliela visto che sa benissimo quanto siano vane le promesse che lui fa ai cantanti e perché ha visto alcuni di loro fallire nonostante le sue promesse. Lui le dice che lei non sarà mai in grado di dare a Mia quello che può darle lui. Peyton va da Mia per parlarle di John, ma lei non ha alcuna intenzione di lavorare per lui, vuole rimanere con Peyton. Nel frattempo, Lucas riceve una cartolina da Karen, in cui la madre gli scrive che lei e Lily saranno presenti al suo matrimonio e riceve anche una lettera, in cui scopre che Dan ha chiesto la libertà vigilata e a breve ci sarà il processo. Suonano alla porta e si ritrova davanti Nathan: Lucas pensa che il fratello sia andato lì per Dan, ma Nathan gli rivela che Haley l’ha sbattuto fuori di casa. Haley intanto sta preparando la colazione per Jamie, mentre il bambino le chiede dove sia Carrie e le sottolinea in che modo lei gli prepara la colazione e il pranzo. Haley dice a Jamie che Carrie è dovuta andarsene. Nathan torna a casa per parlare con Haley e le dice di Dan, ma lei non ha molta voglia di parlare e dice a Nathan di occuparsi di suo padre e che loro due parleranno più tardi. Peyton rimane della sua posizione con John, che invece continua dicendo che lei non dispone delle possibilità necessarie per far diventare Mia una cantante di successo: le dice che nessuno la conoscerà e che la musica di Mia morirà se rimarrà con lei, di pensarci bene e che lui rimarrà a Tree Hill ancora per un giorno. Agli allenamenti Lucas nota che la mano di Quentin ha qualcosa che non va e gli dice di andare da un dottore a farsela controllare. Brooke e Owen sono a New York ed entrano nell’appartamento di lei, ma notano che ci deve essere qualcuno: Owen si fa strada per vedere chi c’è e trova Rachel svenuta sul pavimento. La ragazza è andata in overdose. Owen la porta sotto la doccia, chiamandola e cercando di svegliarla, mentre Brooke li guarda disperata in lacrime. Più tardi, Owen le dice che Rachel si risveglierà, ma che non starà bene. Brooke è ancora piuttosto scossa e non si aspettava che Rachel avesse problemi simili, era da molto che non la vedeva. Rivela anche che Victoria aveva voluto che la licenziasse visto che lavorava come modella da loro, ma aveva creato qualche problema. Haley va a prendere Jamie a scuola e il bambino le chiede ancora spiegazioni su Carrie, ma Haley gli ripete la stessa versione. Jamie allora protesta dicendo che Carrie è andata a trovarlo e Haley gli risponde che lei non è una bella persona. Peyton illustra il programma che ha intenzione di creare per promuovere Mia e si rende effettivamente conto che però non ha le stesse possibilità che può offrirle John, ma Mia le ripete che non le interessa e che a lei va benissimo il suo programma. Carrie torna a casa di Nathan e Haley per prendere le sue cose: Haley le dice di prenderle e sparire. A New York, Brooke e Rachel parlano e quest'ultima chiede all’amica cosa le sia capitato: Rachel le dice che le cose non andavano bene, che lei l’aveva licenziata e che non sapeva più cosa fare. Suonano alla porta e Owen vede che si tratta di uno spacciatore: dice a Brooke di chiudersi a chiave con Rachel e che ci penserà lui. Lucas e Nathan vanno insieme da Dan e Nathan dice che in un momento del genere avrebbe davvero bisogno di un padre che possa dargli un consiglio. Peyton ha deciso che gli cederà Mia, perché si è resa conto che lei non può offrirle il futuro che può darle lui: John ne è lieto, ma quando entra Mia la ragazza non lo è affatto e dice di essere molto delusa da Peyton e che pensava che tra loro ci fosse qualcosa di speciale e dice anche che non lavorerà mai per John. Al processo, Dan spiega la sua situazione dicendo che era innamorato di Karen e che ha visto Keith portargli via tutto, non c’è una scusa per il crimine che ha commesso, ciò che ha perso non è la libertà, ma qualcosa di più importante: la famiglia. Promette che se sarà liberato si impegnerà a rimediare agli errori commessi e ad aiutare le persone che ha ferito con le sue azioni e dice che i suoi figli hanno bisogno di un padre. Interviene Lucas dicendo alla giuria di non farsi ingannare dalle parole di Dan e che lui aveva abbandonato Karen mentre era incinta di lui e che l’unico che l’abbia cresciuto è stato Keith. A causa di Dan, Keith non ha potuto esserci nei momenti più importanti della sua vita e che non potrà esserci nemmeno ora che si sta per sposare e che sarebbe stato il suo testimone. Aggiunge anche che loro non hanno bisogno di Dan visto che in cinque anni non sono mai andati a trovarlo, ma il giudice rivela che Nathan recentemente è stato in carcere a trovare Dan. In macchina, Lucas e Nathan discutono sul fatto che Nathan sia andato a trovare Dan e che se davvero la giuria riterrà che loro hanno bisogno di Dan potrebbero scagionarlo e che ciò che preoccupa maggiormente Lucas è che Dan si avvicini a Jamie. A New York Owen e Brooke parlano e Owen le rivela di essere stato un drogato, ma che è pulito da otto anni. Le dice anche che a quei tempi chi lo aveva aiutato di più era stato un suo amico. Era stato grazie a lui se era riuscito a disintossicarsi. Dice a Brooke di stare accanto a Rachel e le suggerisce una clinica. Brooke lo ringrazia e i due si abbracciano. Owen poi se ne va, chiedendole di nuovo cosa ci sia sotto i vestiti. Brooke dice a Rachel che deve andare in una clinica, ma lei non vuole e chiede a Brooke di non abbandonarla, perché sa che se sarà nuovamente sola ci ricascherà. Brooke però insiste sul fatto che lei ha assolutamente bisogno di andare in una clinica per disintossicarsi. A casa di Lucas, quest'ultimo chiede a Nathan di essere il suo testimone al matrimonio e Nathan dice di esserne onorato e che ora deve andare da Haley per sistemare le cose. A casa, Haley mette a letto Jamie, chiedendogli se vuole che lei gli legga una storia, ma lui continua a parlare di Carrie, che la madre gli ripete che non tornerà. Jamie allora per ripicca dice che vorrebbe che fosse Carrie sua mamma, spezzando il cuore a Haley. Mia va nello studio di Peyton per discutere e si scopre che le due avevano inventato la litigata per ingannare John e poter lavorare con lui alle loro condizioni: parlano dei progetti di Mia e Peyton è orgogliosa di lei e sa che farà tanta strada. In taxi Brooke decide che Rachel tornerà a casa con lei. Lucas guarda una vecchia foto con lui da bambino e Keith, mentre la giuria sceglie il verdetto per Dan. Nathan va da Haley per scusarsi: lei lo abbraccia e gli dice quello che Carrie le ha detto e chiede a Nathan se è vero che si sono baciati. In quel momento arriva Jamie contento di vedere il padre. Quest’ultimo gli dice di andare fuori a fare qualche canestro e che lo raggiungerà subito, ma che deve parlare con Haley prima. Mentre il bambino va fuori Nathan dice a Haley di non aver baciato Carrie, ma che è stato il contrario. Haley si arrabbia. Mentre i due litigano Jamie li guarda da fuori e gli cade la palla in piscina. Il piccolo tenta di recuperarla inutilmente, cade in acqua e non riesce ad uscirne. Intanto Nathan e Haley continuano a litigare e a rinfacciarsi tante cose, finché Haley guarda fuori. Non vedendo Jamie, i due si precipitano fuori. Nathan si butta in piscina a recuperare il bambino che è svenuto. Lo passa a Haley che tenta di svegliarlo, mentre piange disperata. Il bambino si sveglia tossendo fuori l’acqua. Haley lo stringe stretto mentre piange. Nathan continua a scusarsi, ma Haley gli dice di stare lontano da loro e che vuole il divorzio.

## Motivo della festa

### Trama
Una settimana dopo la lite tra Nathan ed Haley, Nathan vive da Lucas e dorme sul divano, senza essere ancora riuscito a parlare con la moglie. Lucas e Lindsey, alla vigilia della loro festa prima del matrimonio, decidono quindi di comune accordo di unire le feste a casa di Haley, per far sì che Nathan possa avere l’opportunità di parlarle e sistemare le cose. Intanto, Jamie è sempre più triste per la mancanza del padre e Haley cerca in tutti i modi di essere presente, ma per lui è una mamma cattiva che ha cacciato via il padre. Brooke è alle prese con la realizzazione del vestito da sposa di Lindsey e Mouth, arrivato al negozio mentre lei e Millicent parlavano di lui, scopre che Rachel è a Tree Hill e abita da Brooke, dopo l’overdose avvenuta a New York. Decide così di andarla a trovare, ma Millicent non sembra affatto contenta dell’idea. Intanto, Dan esce di prigione all’insaputa di tutti e compra un pallone da basket per il nipotino, abbordando la commessa e finendo poi a letto con lei, ignara su chi sia e del fatto che sia appena uscito di prigione. Peyton, felice per il decollo della carriera di Mia, riceve un cospicuo pagamento per il suo singolo e paga a Brooke il doppio dei soldi che aveva investito nell’etichetta discografica, ma proprio in quel momento Lindsey esce dal camerino con addosso il vestito da sposa e tra le due si crea un momento d’imbarazzo. Più tardi, Lindsey, Lucas, Brooke e Owen sono in un centro commerciale: i due futuri sposini sono infatti alle prese con la lista di nozze e Brooke ha una riunione con lo staff del centro, ma mentre girano, i quattro incontrano Bevin, che si scopre essere sposata e lavorare da quattro anni lì. La ragazza, ignara della situazione crede che Lucas e Brooke si stiano per sposare e, ridendo, dice che si immaginava in realtà un matrimonio tra lui e Peyton. Lindsey ne è un po’ risentita. Dopo, Bevin, Brooke e Owen incappano nella madre di Brooke, che ha presenziato alla riunione senza avvertire la figlia del cambio d’orario, ricordandole, sempre con il suo fare acido, che la sua presenza non serviva, che questi erano affari e che quindi lei non è capace di seguire questa parte difficile della sua linea di moda. In pratica Brooke, per la madre, è solo un bel faccino che ha ideato la linea di moda. Intanto Lucas, pressato un po’ da Lindsey in merito al libro, decide di far leggere la prima bozza a Haley per avere un parere: anche col primo libro infatti fu Haley la prima a leggere la bozza, aiutandolo. Owen organizza un appuntamento al buio per Peyton per la festa di Lucas e Lindsey, con il benestare di Brooke. Peyton sulle prime non è molto convinta, ma poi accetta. Alla sera, quando i due ragazzi si presentano alla porta, si scopre che l’amico di Owen altri non è che Chase, l’ex di Brooke, e tra i quattro si crea un momento d’imbarazzo quando Owen scopre che la Brooke di cui parlava anni prima Chase è la stessa Brooke con cui sta uscendo lui ora. Rachel intanto chiede a Brooke una seconda chance, ma l’amica pensa che per lei il mondo delle modelle possa farla ricadere nel tunnel della droga e le propone di lavorare come commessa in uno dei negozi. È la sera della festa e Lucas si presenta alla porta con Nathan e Haley si ritrova così il marito sulla soglia di casa, ma questo sotterfugio di Lucas lo aveva previsto, quindi non lo caccia via, ma lo fa partecipare alla festa, anche se comunque i due faticano a trovare un momento per parlare, perché spesso interrotti dal piccolo Jamie, che, contento per avere nuovamente i due genitori sotto lo stesso tetto, cerca sempre di coinvolgerli in qualche gioco. Haley però non sembra intenzionata a perdonare Nathan, anzi è convinta che sia nella sua natura tradire e che lei abbia quindi sbagliato nel volerlo cambiare in questi anni. A Nathan non resta che rimanere senza parole, dedicando il tempo rimasto durante la festa per mettere a letto il figlio, rassicurandolo. A casa di Brooke, intanto, Rachel riceve la visita di Mouth e, dopo un rapido aggiornamento sulle loro vite, Rachel ci prova con lui, ma Mouth la respinge, perché non trova giusto questo suo approccio e perché sta frequentando Millicent. Mouth cerca però di spronare Rachel a reagire e a farsi amare per quella che è, senza usare mezzi come il sesso per farsi accettare. Mouth lascia poi Rachel da sola, per raggiungere Millicent, ma arriva Victoria, che, di fronte alla presenza della ragazza, le dice che è Brooke che l’ha voluta licenziare, che lei è solo un peso e che ricadrà nel tunnel della droga, vanificando gli sforzi della figlia, tradendone quindi la fiducia. Rachel, ferita e umiliata dalle false parole di Victoria, pensa veramente che Brooke non la voglia lì e scappa con i soldi che Peyton aveva portato la mattina. Alla festa, Chase bacia Peyton per aiutarla a far ingelosire Lucas, che in quel momento la stava guardando; più tardi lei fa lo stesso, mentre è Brooke, questa volta, a guardare. Dopo la festa, Brooke torna in negozio per dare gli ultimi ritocchi al vestito di Lindsey e Victoria arriva, informandola che ha parlato con Rachel. Brooke non impiega molto a collegare le due cose e capisce così che la fuga di Rachel è colpa della madre, che come sempre si è intromessa nelle sue faccende private, creando scompiglio. Le due litigano e Brooke la licenzia. Sua madre rimane basita, ma Brooke questa volta non sente ragioni e la manda via. Sarà poi Peyton a consolarla per aver perso nuovamente la madre, mentre Haley, dopo aver letto la bozza del libro di Lucas, lo chiama sconvolta e gli dice che non può sposare Lindsey.